# پارمل (کارولینای شمالی)
پارمل (به انگلیسی: Parmele) شهری در ایالت کارولینای شمالی کشور ایالات متحده آمریکا است که جمعیت آن در سرشماری سال ۲۰۱۰ میلادی، ۲۷۸ نفر بوده‌است.